# Rhipidia polyclada
Rhipidia polyclada är en tvåvingeart som först beskrevs av Alexander 1943.  Rhipidia polyclada ingår i släktet Rhipidia och familjen småharkrankar.
Artens utbredningsområde är Ecuador. Inga underarter finns listade i Catalogue of Life.